# El enfermo de hidrofobia
El enfermo de hidrofobia (Le Malade hydrophobe) es una película muda de la productora francesa Star Film del año 1900 del director Georges Méliès. Se encuentra numerada como la n° 315 en sus catálogos.

## Supervivencia
John Frazer, experto en la obra cinematográfica de Méliès, jamás pudo obtener una copia de la película. Sin embargo, ha especulado que existiría una actualmente en Belgrado.